# 大高猛
大高 猛（おおたか たけし、1926年 (大正15年) 4月20日 - 2000年 (平成12年) 1月22日）は、日本のグラフィックデザイナー。大阪を拠点に活動していた。

## 略歴
山口県出身。山口県立下関工業高等学校卒業。1948年（昭和23年）、明治工業専門学校（現・九州工業大学）卒業。
1953年（昭和28年）、大高デザインアソシエーツ（後の大高デザインプロダクション）を設立。1966年（昭和41年）、日本万国博覧会アートディレクター。1981年（昭和56年）、国際デザイン交流会アートディレクター。
1988年（昭和63年）、浪速短期大学（現在、大阪芸術大学短期大学部）教授に就任（のち、名誉教授）。日本グラフィックデザイナー協会の理事も務めた。
2000年（平成12年）に死去（享年73）。

## 主なデザイン作品
| クライアント                                     | 形態                      | 年          | 備考                                               |
| ------------------------------------------------ | ------------------------- | ----------- | -------------------------------------------------- |
| 日本万国博覧会 (1970年大阪万博)                  | シンボル                  | 1966入賞    | 石坂泰三のクレームでやり直し、大高猛が選出された。 |
| 天理教少年会                                     | シンボル                  | 1967        |                                                    |
| 関西公共広告機構→公共広告機構 （現・ACジャパン） | ロゴ（初代）              | 1971        |                                                    |
| 日清食品 「カップヌードル」                      | パッケージ                | 1971        | ※ 2009年度グッドデザイン・ロングライフデザイン賞   |
| 選抜高等学校野球大会                             | 優勝メダル                | 1975 - 2000 |                                                    |
| フクスケ                                         | ロゴ（2代目）             | 1978        | ※ 初代は亀倉雄策（1965）                           |
| 近畿相互銀行                                     | シンボル（2代目）         | 1982        |                                                    |
| 中部電力                                         | シンボル（2代目）         | 1983        |                                                    |
| 日清食品                                         | シンボル（3代目）         | 1983        | ※ 2代目はイサオ・キクチ（1971）                    |
| 旬味 節                                          | 店舗設計                  | ?           |                                                    |
| 運輸省                                           | シンボル                  | 1987        |                                                    |
| 関西国際空港                                     | キャラクター 「カンクン」 | 1994        |                                                    |

ギャラリー
- 日本万国博覧会 シンボル
- カップヌードル パッケージ
- 日清食品 ロゴ
- 運輸省 シンボル